# Jarnioux
Jarnioux è un comune francese di 591 abitanti situato nel dipartimento del Rodano della regione Alvernia-Rodano-Alpi.

## Monumenti e luoghi d'interesse
- Castello di Bois Franc (Jarnioux)

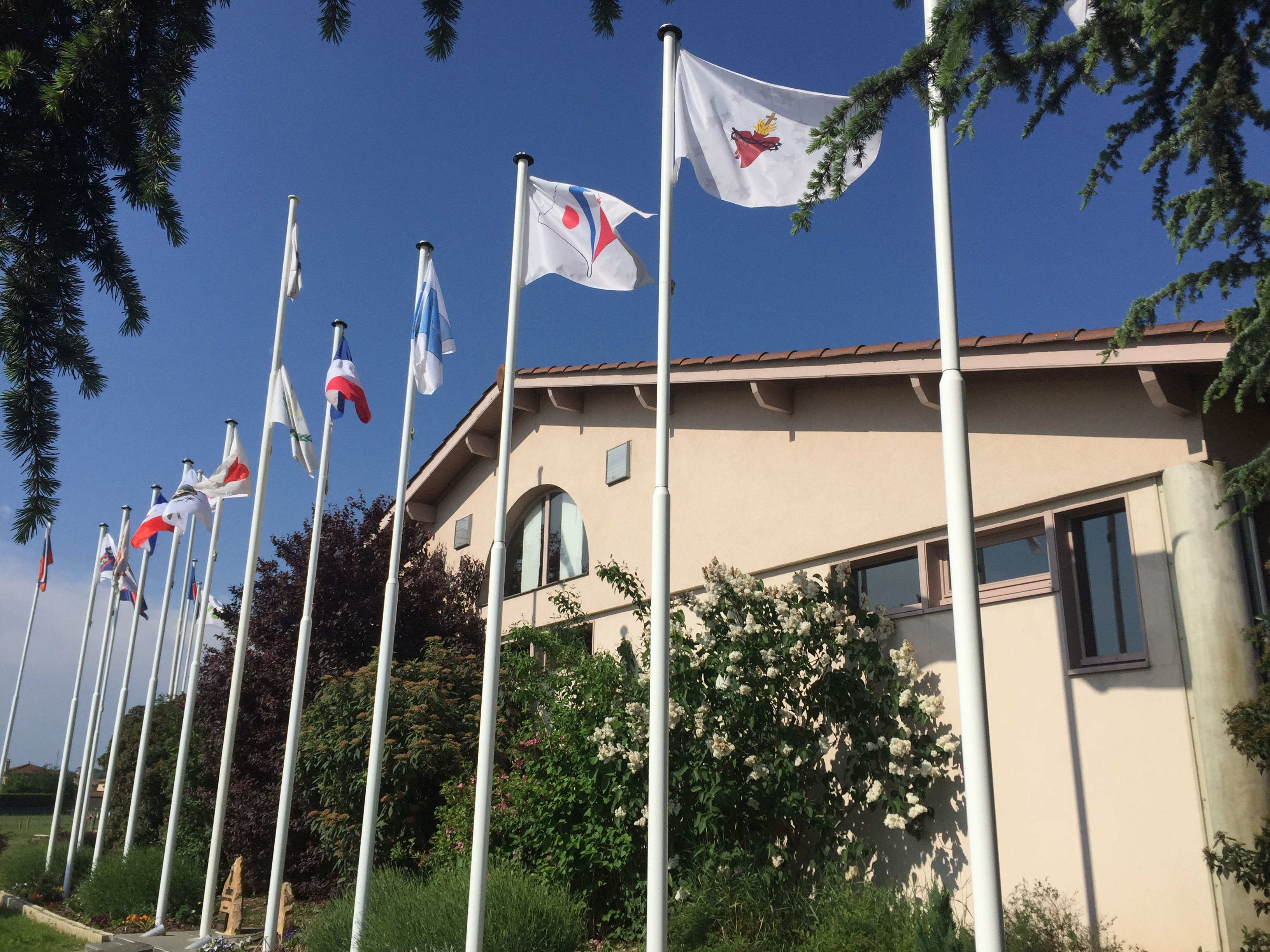
Memoriale Lione-Giappone Giappone-Francia

- Il Memoriale Lione-Giappone Giappone-Francia (Memoriale Heiho Niten Ichi Ryu), fondato inizialmente nel 2004 nel dominio del castello di Bois Franc (Jarnioux), è stato istituito dall'8 dicembre 2014 nel dominio pubblico del comune di Gleizé.

## Società

### Evoluzione demografica
Abitanti censiti